# Сесил, Уильям, 2-й граф Эксетер
Уильям Сесил, 2-й граф Эксетер (англ. William Cecil, 2nd Earl of Exeter; 1566 — 6 июля 1640) — английский аристократ и политический деятель, носил титулы 2-й граф Эксетер (с 1623 года) и лорд Бёрли (1605—1623).

## Биография
Уильям Сесил был старшим сыном Томаса Сесила, 1-й графа Эксетер и его первой жены Дороти Невилл, дочери Джона Невилла, 4-го барона Латимер. Получил образование в Тринити-колледже Кембриджского университета, после окончания которого отправился в Рим.
В 1586, 1589 и 1597 годах Уильям трижды избирался в парламент от двух избирательных округов.
В 1605 его отец получил титул граф Эксетер, а Уильям как старший сын графа получил титул лорд Бёрли. Спустя 18 лет, после смерти отца он унаследовал титул, как 2-й граф Эксетер. В том же году Уильям был назначен лордом-лейтенантом Нортгемптоншира, а в 1626 году вошёл в Тайный совет; обе должности занимал до самой смерти.
Скончался 6 июля 1640 года в своём доме в графстве Эксетер, был похоронен в Вестминстерском аббатстве.

## Семья
Его первой женой была Элизабет Меннерс (1574/75—19 мая 1591), единственная дочь Эдварда Меннерса, 3-го графа Ратленд (12 июля 1549 — 14 апреля 1587). У супругов был единственный сын:
- Уильям Сесил, 16-й барон де Рос (1590— 27 июня 1618), 16-й барон Рос (1591—1618)

Во второй раз женился на Элизабет Друри, дочери сэра Уильяма Друри (8 марта 1550 — 1590); у супругов было 3 дочери:
- Анна Сесил (1596—?), вышла замуж за Генри Грея, 1-го графа Стэмфорд (ок. 1599 — 21 августа 1674); у супругов было 10 детей;
- Диана Сесил[англ.] (1596—1654) — 1-й муж:Генри де Вер, 18-й граф Оксфорд (24 февраля 1593 — 1625), брак был бездетным; 2-й муж:Томас Брюс, 1-й граф Элгин (2 декабря 1599 — 21 декабря 1663), брак был бездетным;
- Элизабет Сесил (ум. 1672), вышла замуж за Томаса Говарда, 1-го графа Беркшир (8 октября 1587 — 16 июля 1669), у супругов было 13 детей.